# Wing Commander: Armada
Wing Commander: Armada est un jeu vidéo de combat spatial développé Origin Systems et édité par Electronic Arts, sorti en 1994 sur DOS. Le jeu a été accompagné par une extension : Proving Grounds (1998).

## Accueil
- Aktueller Software Markt : 10/12[1]
- Computer Gaming World : 3/5[2]
- PC Gamer : 88 %[3]